# Veloso Salgado
José Maria Veloso Salgado (Ourense, 2 de abril de 1864 – Lisboa, 22 de julho de 1945) foi um pintor galego e português.

## Biografia

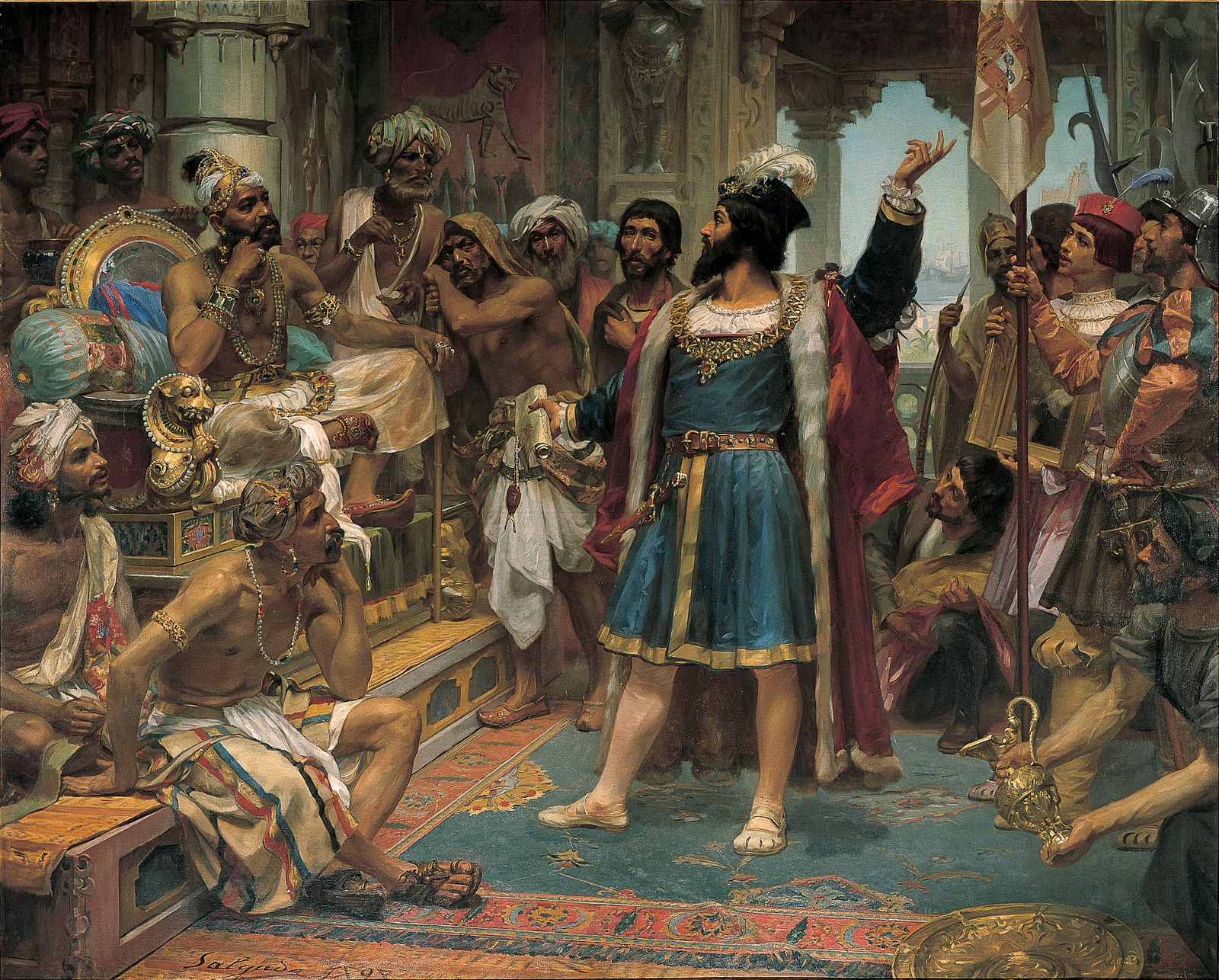
Veloso Salgado: Vasco da Gama perante o Samorim de Calecute (1898), Sociedade de Geografia de Lisboa.

Veloso Salgado, que se naturalizou português em 1887, distinguiu-se como pintor retratista e como pintor histórico.
Nascido na Galiza, Espanha, veio para Lisboa em 1875, tendo aí tirado o curso na Academia de Belas-artes de Lisboa. Mais tarde foi para Paris como bolseiro, tendo exposto pela primeira vez em 1889 no Salon.
A sua primeira obra a ser reconhecida foi "Amor e Psique" em 1891, a que se seguiu o "Retrato do Conselheiro Venceslau de Lima".
Antes de regressar a Lisboa, passou por Florença, onde executou em 1892 o quadro "Jesus", que é uma das suas obras mais admiradas. Outra que é muito reproduzida é a "Coroação de D. João IV" e que está na sala da Restauração no Museu Militar de Lisboa.
Foi iniciado na Maçonaria em 1898 na Loja Fiat Lux em Lisboa, sob o nome simbólico de Giotto.
Encontra-se colaboração artística da sua autoria na revista Atlantida (1915-1920).
A 28 de agosto de 1929, foi agraciado com o grau de Grande-Oficial da Ordem Militar de Sant'Iago da Espada.

## Prémios
- Hábito da Ordem de Santiago (1894) (Portugal)
- Medalha de ouro (Rio de Janeiro)
- Medalha de ouro (São Francisco)
- Medalha de honra (Sociedade nacional das Belas Artes – Lisboa)
- 1.ª Medalha do Grémio artístico de Lisboa (1894) (quadro "Retrato de Braamcamp Freire)
- Medalha de ouro em Munique
- Medalha de prata em Antuérpia
- Medalha de 1.ª classe (exposição universal de Berlim)
- Medalha de 1.ª classe (exposição universal de Paris)
- Académico de mérito da Academia Portuense de Belas Artes (1907)
- Prémio Anunciação 1886[4]

## Obras
- Amor e Psique

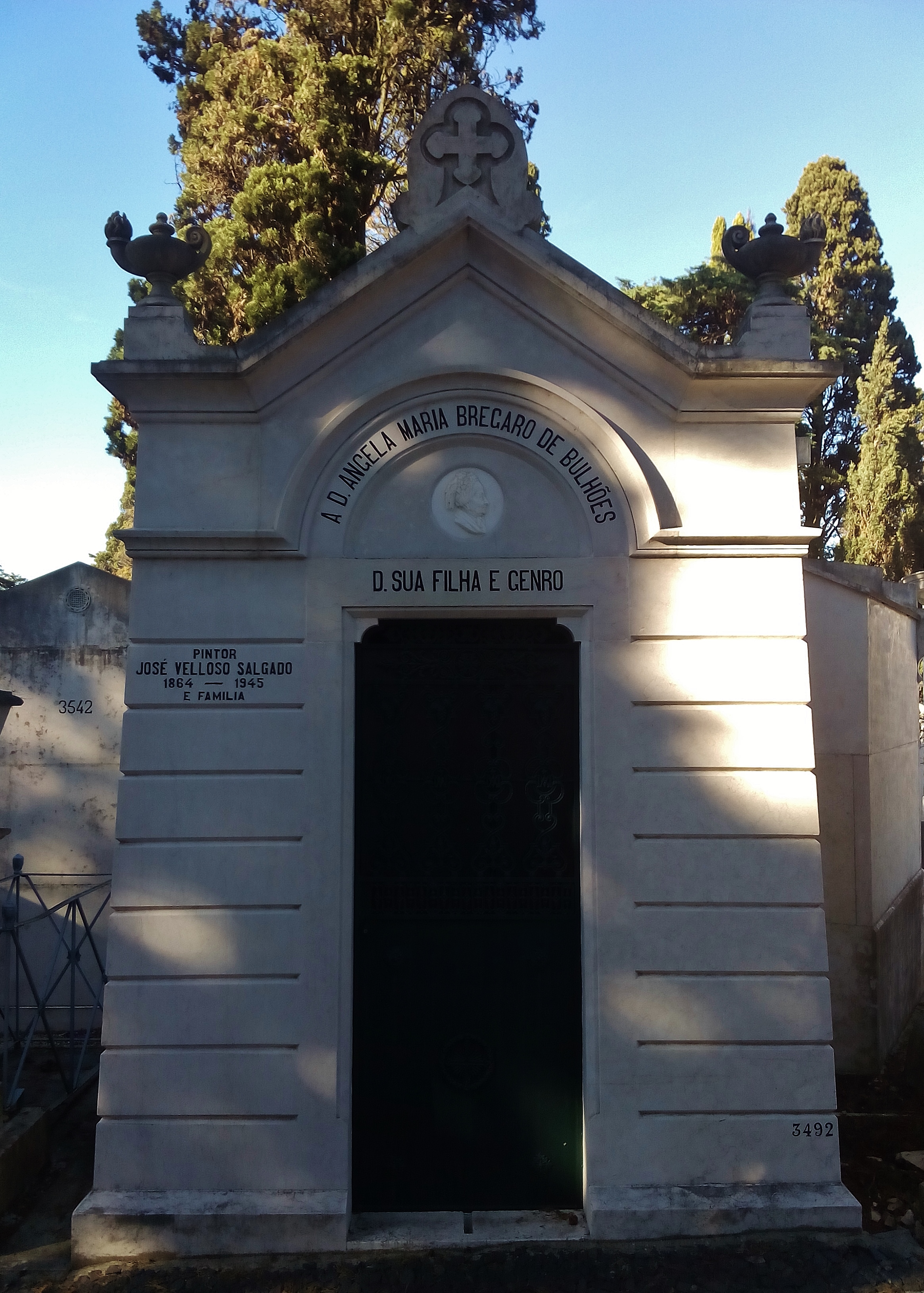
Jazigo de D. Angela Maria Bregaro de Bulhões, no Cemitério dos Prazeres, onde se encontra sepultado Veloso Salgado

- Retrato do Conselheiro Venceslau de Lima
- Jesus
- Vasco da Gama em presença do Samorim
- Retrato de Braamcamp Freire
- Retrato de Adrien Demont
- Retrato da Rainha D. Amélia, a cavalo
- Retrato de Madame Demont Breton
- Noir et rose
- Noite de Leça
- Retrato de el-rei D. Carlos
- Retrato de Mrs Hirsch
- Retrato da Viscondessa de Algés
- Retrato do escultor Teixeira Lopes no seu «atelier» de Paris
- Jesus no Deserto
- Retrato do Conselheiro António Cândido

## Diversos
- Em 2006 foram roubados de casa da neta do pintor 12 quadros de Veloso.
- Os quadros do pintor estão expostos em diversos locais como: Escola Médico-cirúrgica de Lisboa, Palácio da Bolsa no Porto, Escola Superior de Música e Artes do Espectáculo no Porto, na Casa Museu Teixeira Lopes em Vila Nova de Gaia, Museu do Chiado em Lisboa, Museu de José Malhoa nas Caldas da Rainha e o Museu Militar de Lisboa.
- Maria Keil do Amaral (ilustradora) foi aluna do pintor.
- Morre o seu último herdeiro, Maria Conceição Veloso Salgado, no dia 22/02/2014, com 84 anos.